# Martretia
Martretia es un género de plantas con flores y el único miembro de la tribu Martretieae, perteneciente a la familia Phyllanthaceae. Su única especie: Martretia quadricornis Beille, Compt. Rend. Hebd. Séances Acad. Sci. 145: 64 (1908), es originaria del África tropical donde se distribuye por Ghana, Nigeria, Sierra Leona, Gabón y Zaire.